# Yann Beuron
Yann Beuron (né à Dreux en 1969) est un ténor français.

## Biographie
Yann Beuron étudie le chant au Conservatoire national supérieur de musique de Paris de Paris où il obtient un premier prix en 1996 dans la classe d'Anna Maria Bondi.

### Rôles
Ses  premiers rôles en public sont un laquais dans Le Chevalier à la rose de Richard Strauss au Théâtre du Châtelet sous la direction d'Armin Jordan, un ami de Cellini dans Benvenuto Cellini d'Hector Berlioz à l'Opéra de Paris sous la direction de Myung-Whun Chung et celui de Ferrando dans Cosi fan tutte de Wolfgang Amadeus Mozart au festival de Saint-Céré, puis à l'Opéra de Bordeaux en 1996. En 1995, il interprète le rôle de Don Ramiro dans La Cenerentola de Gioachino Rossini à Acoli Piceno, et le rôle de Belmonte dans L'Enlèvement au sérail de Mozart à l'Opéra du Rhin, sous la direction de William Christie.
Il fait ses débuts à l'opéra de Paris (Palais Garnier) dans les rôles d'Arcas et de Mercure dans une nouvelle production d' Hippolyte et Aricie, et au Théâtre du Capitole de Toulouse dans le rôle du Comte Almaviva du Barbier de Séville de Rossini en alternance avec Juan Diego Florez.
En 1998, il chante dans L'Orfeo de Claudio Monteverdi sous la direction de René Jacobs au théâtre de La Monnaie à Bruxelles.
Il interprète Mercure dans Platée de Jean-Philippe Rameau, sous la direction de Marc Minkowski, dans la mise en scène de Laurent Pelly à l'Opéra Bastille.
En 2015, il interprète Fridolin XXIV dans Le Roi Carotte de Jacques Offenbach, sous la direction de Victor Aviat, dans la mise en scène de Laurent Pelly à l'Opéra de Lyon.
Il est Cassio (Otello de Verdi) en 2003 aux Chorégies d'Orange sous la direction d'Evelino Pido.

### Récompenses
En 1996, il remporte le Concours international Toti Dal Monte de Trévise, dans le rôle de Paolino dans Il matrimonio segreto de Domenico Cimarosa.

### Enregistrements
Yann Beuron a enregistré plusieurs opéras avec Les Musiciens du Louvre sous la direction de Marc Minkowski, parmi lesquels La Belle Hélène, dans le rôle de Pâris , et La Grande-duchesse de Gérolstein, dans le rôle de Fritz.

## Discographie
DVD
- Orphée aux enfers
- La Belle Hélène
- La Grande-duchesse de Gérolstein
- Platée
- L'Orfeo
- Alceste
- Falstaff

CD
- Iphigénie en Tauride de Gluck sous la direction de Marc Minkowski, (Archiv)
- Cantates de Rome de Maurice Ravel sous la direction de Michel Plasson , avec Véronique Gens, Yann Beuron, Ludovic Tézier, Mireille Delunsch, Béatrice Uria-Monzon, Paul Groves, Norah Amsellem ; orchestre national du Capitole de Toulouse, dir. Michel Plasson ; (EMI) 2000.
- Stratonice d'Étienne-Nicolas Méhul, (Erato)
- Armide de Gluck sous la direction de Marc Minkowski, (Archiv)
- Hippolyte et Aricie de Rameau sous la direction de William Christie, (Erato)
- La laitière de Trianon de Jean-Baptiste Weckerlin (Jeff Cohen piano), (Opera Rara)
- L'Enfance du Christ d'Hector Berlioz sous la direction de Colin Davis, (LSO) 2006
- L'Enfance du Christ d'Hector Berlioz, Jane Henschel, Philippe Rouillon, Gábor Bretz, Europa-Chor-Akademie, Orchestre philharmonique du Luxembourg, dir. Sylvain Cambreling (Glor Classics) [enregistré en décembre 2007].
- L’Enfance du Christ d’Hector Berlioz, Véronique Gens, Yann Beuron, Alastair Miles, Stephan Loges, Swedish Radio Choir, Swedish Radio Symphony Orchestra, dir. Robin Ticciati (Linn Records) [enregistré en décembre 2012].
- Mélodies de Gabriel Fauré (piano Billy Eidi), (Timpani)
- Les deux journées de Luigi Cherubini
- Mélodies d'Albert Roussel (piano Billy Eidi), (Timpani)
- Persée et Andromède de Jacques Ibert sous la direction de Jan Latham-Koenig, (AVIE)
- Yvonne, Princesse de Bourgogne de Philippe Boesmans sous la direction de Sylvain Cambreling, (Cypres)
- Les exilés de Sibérie de Gaetano Donizetti, (Naive)
- Dialogues des Carmélites de Francis Poulenc, avec  Sally Matthews , Deborah Polaski, Michelle Breedt, Jean-Philippe Lafont, Yann Beuron, Heidi Brunner, Craig Smith ; ORF Radio-Symphonieorchester Wien (Orchestre), sous la direction de Bertrand de Billy (OEMS Classic) 2011.
- Mélodies de Camille Saint-Saëns, Orchestra della SvizzeraItaliana, dir. Markus Poschner - CD Alpha 2017. Diapason d'or - Choc de Classica